# 10982 Порінк
10982 Порінк (10982 Poerink) — астероїд головного поясу, відкритий 11 жовтня 1977 року.
Тіссеранів параметр щодо Юпітера — 3,094.